# Caluromys
Caluromys is een geslacht van buideldieren uit de familie der opossums of buidelratten (Didelphidae). De wetenschappelijke naam van het geslacht werd in 1900 gepubliceerd door Joel Asaph Allen. Er worden drie moderne soorten in dit geslacht geplaatst.

## Soorten en ondersoorten
- Ondergeslacht Caluromys
  - Caluromys philander – Gele wolhaarbuidelrat
    - Caluromys philander affinis
    - Caluromys philander dichurus
    - Caluromys philander philander
    - Caluromys philander trinitatis
- Ondergeslacht Mallodelphys
  - Caluromys derbianus – Derbywolhaarbuidelrat
    - Caluromys derbianus aztecus
    - Caluromys derbianus centralis
    - Caluromys derbianus derbianus
    - Caluromys derbianus fervidus
    - Caluromys derbianus nauticus
    - Caluromys derbianus pallidus

  - Caluromys lanatus – Rode wolhaarbuidelrat
    - Caluromys lanatus cicur
    - Caluromys lanatus lanatus
    - Caluromys lanatus nattereri
    - Caluromys lanatus ochropus
    - Caluromys lanatus ornatus
    - Caluromys lanatus vitalinus